# Espacio extracelular
El espacio extracelular se refiere al compartimiento de un organismo multicelular que se encuentra fuera de las células, se considera que está fuera de las membranas plasmáticas y está ocupada por líquido.
La composición del espacio extracelular incluye: agua, metabolitos, Iones, proteínas y muchas otras sustancias que pueden afectar la función celular. Por ejemplo, los neurotransmisores "saltan" de una célula a otra para facilitar la transmisión de una corriente eléctrica en el sistema nervioso. Las hormonas también actúan viajando por el espacio extracelular hacia los receptores celulares. 

## Concepto
En biología celular, biología molecular y campos relacionados, la palabra extracelular (o  espacio extracelular) significa "fuera de la célula". Este espacio generalmente se considera que está fuera de las membranas plasmáticas y que está ocupado por líquido (ver fluido extracelular). El término se usa en contraste con intracelular (dentro de la célula). 

Según la definición del proyecto de  ontología génica Gene Ontology (GO), el espacio extracelular es un componente celular definido como: 
"La parte de un organismo multicelular que se encuentra fuera de las células propiamente dicha, que generalmente se considera que está fuera de las membranas plasmáticas y que está ocupada por líquido. Para los organismos multicelulares, el espacio extracelular se refiere a todo lo que está fuera de una célula, pero aún dentro del organismo (excluyendo la matriz extracelular). Los productos génicos de un organismo multicelular que se secretan desde una célula al líquido intersticial o la sangre pueden, por tanto, anotarse en este término".  Gene Ontology 

## Composición
La composición del espacio extracelular incluye: fluido extracelular,  metabolitos, iones, diversas proteínas y sustancias no proteicas (por ejemplo, ADN, ARN, lípidos, productos microbianos) y estructuras de membrana biológica como las vesículas extracelulares y los exosomas que pueden afectar la función celular. 
Por ejemplo, las hormonas, los factores de crecimiento, las citocinas y las quimiocinas actúan habitualmente viajando por el espacio extracelular hacia los receptores bioquímicos de las células. 
Otras proteínas que están activas fuera de la célula son varias enzimas, incluidas las enzimas digestivas (tripsina, pepsina), proteinasas extracelulares (metaloproteinasas de la matriz extracelular, ADAMTS, catepsinas) y enzimas antioxidantes (superóxido dismutasa extracelular). A menudo, las proteínas presentes en el espacio extracelular se almacenan fuera de las células uniéndose a varios componentes de la matriz extracelular (colágenos, proteoglicanos, etc.). Además, los productos proteolíticos de la matriz extracelular también están presentes en el espacio extracelular, especialmente en los tejidos en remodelación.